# 2-idrossicicloesanone 2-monoossigenasi
La 2-idrossicicloesanone 2-monoossigenasi è un enzima appartenente alla classe delle ossidoreduttasi, che catalizza la seguente reazione:
2-idrossicicloesan-1-one + NADPH + H+ + O2 ⇄ 6-idrossiesan-6-olide + NADP+ + H2O